# Triple saut masculin aux Jeux olympiques d'été de 2012
Navigation
Pékin 2008 Rio 2016
Le concours du triple saut masculin aux Jeux olympiques de 2012 a lieu le 7 août pour les qualifications, la finale a lieu le 9 août dans le Stade olympique de Londres.
Les limites de qualifications étaient de 17,20 m pour la limite A et de 16,85 m pour la limite B.

## Records
Avant cette compétition, les records dans cette discipline étaient les suivants :
| Record du monde  | 18,29 m | Jonathan Edwards | Royaume-Uni | 7 août 1995     | Göteborg |
| Record olympique | 18,09 m | Kenny Harrison   | États-Unis  | 27 juillet 1996 | Atlanta  |

## Médaillés
| Or               | Argent     | Bronze          |
| Christian Taylor | Will Claye | Fabrizio Donato |

## Résultats

### Finale (9 août)
| Rang               | Pays               | Athlète     | Essais | Essais | Essais | Essais | Essais | Essais | Marque  |
| Rang               | Pays               | Athlète     | 1      | 2      | 3      | 4      | 5      | 6      | Marque  |
| ------------------ | ------------------ | ----------- | ------ | ------ | ------ | ------ | ------ | ------ | ------- |
| Médaille d'or      | Christian Taylor   | États-Unis  | X      | X      | 17,15  | 17,81  | 17,55  | X      | 17,81 m |
| Médaille d'argent  | Will Claye         | États-Unis  | X      | 17,54  | 17,43  | 17,62  | 17,25  | 16,66  | 17,62 m |
| Médaille de bronze | Fabrizio Donato    | Italie      | 17,38  | 17,44  | 17,45  | 17,48  | –      | X      | 17,48 m |
| 4                  | Daniele Greco      | Italie      | 16,90  | 17,34  | X      | X      | –      | 16,92  | 17,34 m |
| 5                  | Leevan Sands       | Bahamas     | X      | 17,19  | 17,12  | X      | –      | –      | 17,19 m |
| 6                  | Benjamin Compaoré  | France      | 15,53  | 17,08  | 14,16  | 16,27  | 13,68  | X      | 17,08 m |
| 7                  | Tosin Oke          | Nigeria     | X      | 16,91  | 16,95  | X      | X      | X      | 16,95 m |
| 8                  | Alexis Copello     | Cuba        | 16,92  | X      | X      | 14,75  | X      | 16,68  | 16,92 m |
| 9                  | Dong Bin           | Chine       | 16,75  | X      | X      |        |        |        | 16,75 m |
| 10                 | Samyr Lainé        | Haïti       | X      | 16,65  | 16,59  |        |        |        | 16,65 m |
| 11                 | Dzmitry Platnitski | Biélorussie | 16,08  | X      | 16,19  |        |        |        | 16,19 m |
| DQ                 | Lyukman Adams      | Russie      | 16,78  | X      | X      |        |        |        | dopage  |

### Qualifications (7 août)
| Rang | Groupe | Athlète                 | Nationalité                 | 1er          | 2e           | 3e           | Résultat | Notes |
| ---- | ------ | ----------------------- | --------------------------- | ------------ | ------------ | ------------ | -------- | ----- |
| 1    | B      | Christian Taylor        | États-Unis                  | 17,21 (+0.2) | -            | -            | 17,21 m  | Q     |
| 2    | B      | Leevan Sands            | Bahamas                     | 17,17 (-0.4) | -            | -            | 17,17 m  | Q     |
| 3    | A      | Benjamin Compaoré       | France                      | 16,82 (-0.5) | 17,06 (+0.8) | -            | 17,06 m  | q     |
| 4    | A      | Daniele Greco           | Italie                      | 17,00 (+0.6) | -            | -            | 17,00 m  | q     |
| 5    | B      | Dong Bin                | Chine                       | X            | 16,94 (+0.1) | -            | 16,94 m  | q     |
| 6    | A      | Lyukman Adams           | Russie                      | 16,67 (-1.0) | X            | 16,88 (-0.9) | 16,88 m  | q     |
| 7    | A      | Will Claye              | États-Unis                  | 16,56 (-0.5) | 16,44 (-1.5) | 16,87 (-0.2) | 16,87 m  | q     |
| 8    | B      | Fabrizio Donato         | Italie                      | 16,86 (-1.2) | -            | -            | 16,86 m  | q     |
| 9    | A      | Tosin Oke               | Nigeria                     | 16,59 (-1.3) | 16,83 (-0.3) | X            | 16,83 m  | q     |
| 10   | A      | Samyr Lainé             | Haïti                       | 16,14 (0.0)  | 16,81 (+1.4) | X (+0.1)     | 16,81 m  | q     |
| 11   | B      | Alexis Copello          | Cuba                        | X            | 16,70 (-0.7) | 16,79 (+1.0) | 16,79 m  | q     |
| 12   | A      | Dzmitry Platnitski      | Biélorussie                 | X            | 15,66 (-0.4) | 16,62 (+0.3) | 16,62 m  | q     |
| 13   | B      | Sheryf El-Sheryf        | Ukraine                     | 16,60 (+0.4) | 14,83 (-2.5) | X            | 16,60 m  |       |
| 14   | A      | Phillips Idowu          | Grande-Bretagne             | 16,47 (-0.7) | X            | 16,53 (-1.0) | 16,53    |       |
| 15   | B      | Issam Nima              | Algérie                     | 15,21 (-0.7) | X            | 16,50 (+0.5) | 16,50 m  |       |
| 16   | A      | Arnie David Girat       | Cuba                        | 15,74 (+1.1) | 16,42 (+0.1) | 16,45 (+1.1) | 16,45 m  |       |
| 17   | B      | Henry Frayne            | Australie                   | 16,25 (+0.2) | 16,35 (+0.2) | 16,40 (-0.2) | 16,40 m  |       |
| 18   | B      | Muhammad Halim          | Îles Vierges des États-Unis | 15,54 (-0.6) | 16,39 (-0.6) | 15,31 (+0.5) | 16,39 m  |       |
| 19   | A      | Yevgeniy Ektov          | Kazakhstan                  | X            | 16,31 (-0.1) | X            | 16,31 m  |       |
| 20   | A      | Cao Shuo                | Chine                       | 16,11 (-1.8) | 16,26 (+1.2) | 16,27 (-1.2) | 16,27 m  |       |
| 21   | B      | Roman Valiyev           | Kazakhstan                  | X            | X            | 16,23 (-1.0) | 16,23 m  |       |
| 22   | B      | Kim Deok-Hyeon          | Corée du Sud                | 15,35 (-0.8) | X            | 16,22 (-0.3) | 16,22 m  |       |
| 23   | B      | Yoandris Betanzos       | Cuba                        | 14,84 (+0.2) | 16,22 (+2.9) | X            | 16,22 m  |       |
| 24   | B      | Mohamed Abbas Darwish   | Émirats arabes unis         | X            | 16,06 (+1.7) | 15,93 (+1.6) | 16,06 m  |       |
| 25   | A      | José Adrián Sornoza     | Équateur                    | 15,61 (-0.5) | 16,04 (-2.4) | X            | 16,04 m  |       |
| 26   | B      | Jonathan Henrique Silva | Brésil                      | 15,59 (-1.3) | X            | X            | 15,59 m  |       |
| —    | A      | Renjith Maheswary       | Inde                        | X            | X            | X            | —        | NM    |

## Légende
Records et Performances
- AR : Record continental (area record)
- CR : Record des championnats (championship record)
- MR : Record du meeting (meet record)
- NR : Record national (national record)
- OR : Record olympique (olympic record)
- PR : Record paralympique (paralympic record)
- PB : Record personnel (personal best)
- SB : Meilleure performance personnelle de la saison (season's best)
- WL : Meilleure performance mondiale de l'année (world leader)
- WJR : Record du monde junior (world junior record)
- WR : Record du monde (world record)

Circonstances et Conditions
- DNF : N'a pas terminé (did not finish)
- DNS : N'a pas pris le départ (did not start)
- DQ : Disqualification (disqualification)
- NM : Aucun essai valable enregistré (No Mark)
- Q : Qualifié « directement » au prochain tour (ou à la prochaine compétition), lors d'une compétition majeure, grâce au classement ou à la réalisation des minima (automatic qualifier)
- q : Qualifié au prochain tour (ou à la prochaine compétition), lors d'une compétition majeure, grâce au repêchage ou à la réalisation de l'une des meilleures performances parmi celles des « non qualifiés directement » (grâce au meilleur temps ou à la meilleure distance par exemple) (secondary qualifier)